# Genista burdurensis
Genista burdurensis är en ärtväxtart som beskrevs av Peter Edward Gibbs. Genista burdurensis ingår i släktet ginster, och familjen ärtväxter. Inga underarter finns listade i Catalogue of Life.